# (48) Doris
Doris és l'asteroide núm. 48 de la sèrie, descobert per en Hermann Mayer Salomon Goldschmidt (1802-66) a París el 19 de setembre del 1857. És anomenat així, Doris, una de les Oceànides de la mitologia grega.